# Чиновник по особым поручениям
Чиновник по особым поручениям, Чиновник особых поручений — до 1917 года должность в Российской империи для гражданских чинов VI—IX классов согласно Табели о рангах.

## История
Чиновники по особым поручениям состояли при министрах, губернаторах и других начальниках. В должностные обязанности чиновника по особым поручениям могли входить контрольно-инспекторские функции, обязанности, не распределённые между другими чиновниками аппарата управления того или иного ведомства или учреждения. Так, например Московский губернский архив старых дел находился в ведении чиновника по особым поручениям при московском генерал-губернаторе. Ныне это Центральный исторический архив Москвы при Главном архивном управлении города Москвы. Согласно Уставу о службе по определению от Правительства, должность чиновника по особым поручениям была предусмотрена в различных ведомствах и была отнесена к VI—IX классам чинов. То есть лицо, занимавшее данную должность, имело право на производство в чины до коллежского советника (VI класс).
В России, имперского периода, до 1917 года, а также позже (во время Великой Отечественной войны в ВС Союза ССР) существовала воинская должность «офицер по особым поручениям». Название должности может быть переведено на французский язык как «chargé de mission».
В настоящее время в системе Министерства внутренних дел Российской Федерации, Государственной фельдъегерской службы России, Федеральной службы исполнения наказаний России имеются должности: инспектор по особым поручениям, референт по особым поручениям, специалист по особым поручениям, старший инспектор по особым поручениям, старший референт по особым поручениям, старший специалист по особым поручениям. Данные должности соответствуют специальным званиям полковника юстиции, подполковника юстиции и майора юстиции. Отчасти должность чиновника по особым поручениям можно сравнить с должностью Главного федерального инспектора в субъекте Российской Федерации аппарата полномочного представителя Президента Российской Федерации в федеральном округе. В системе упразднённой Федеральной службы по контролю за оборотом наркотиков России, наряду с упомянутыми должностями, существовала должность главного инспектора по особым поручениям.

### Примеры
- Чиновник особых поручений при Министре статс-секретаре Царства Польского[4];
- Чиновник по особым поручениям при Министерстве народного просвещения[5];
- Чиновник особых поручений при генерал-кригс-комиссаре[6];
- Чиновник по особым поручениям директора Инженерного Департамента и инспектора Инженерного корпуса[7];
- и так далее.

### В художественной литературе
- Петр Андреевич Каратыгин написал пьесу «Чиновник по особым поручениям» (1-е издание вышло в Санкт-Петербурге в 1837 году).